# Панамакс
«Панамакс» (англ. Panamax) — стандарт типоразмера контейнеровозов, а также танкеров и других судов, которые обладают максимальными габаритами, позволяющими пройти через старые исторические шлюзы Панамского канала (размеры шлюзов: 305 метров в длину, 33,5 метра в ширину, 26 метров в глубину).
Суда этого типа имеют обычно следующие характеристики (позволяют пройти через старые шлюзы постройки 1914 года):
- водоизмещение — 52 500 DWT;
- длина — 289,56 м (950 футов);
- ширина — 32,31 м (106 фт);
- высота — 57.91 m (190 фт);
- осадка — 12,04 м (39,5 фт);
- вместимость  — 5 000  TEU.

Хотя старые шлюзы принимают суда с осадкой до 12,04 метра, на практике максимальная осадка ограничена уровнем воды в озере Гатун и потому она может быть уменьшена администрацией канала (например, летом 2016 года она была установлена на отметке 11,59 метра). 
По современным меркам эти суда являются средними по размеру. При таких характеристиках суда входят в шлюзы впритык и имеют очень ограниченную возможность манёвра. Дополнительные проблемы создаёт то обстоятельство, что ряд проходящих канал судов не может быть загружен до их максимальной грузоподъёмности, так как в таком случае осадка становится больше, чем глубина шлюзов. Ситуация усложняется ещё и тем, что верхняя часть канала проходит через пресноводное озеро Гатун, где выталкивающая сила становится несколько меньше, чем в морской воде. Частично эти проблемы решаются транспортировкой части контейнеров по железной дороге параллельно каналу.
Суда, размеры которых превышают стандарт «Панамакс», называют «Постпанамакс».
После расширения канала, которое было завершено в 2016 году, появился также стандарт  — «Новый Панамакс». Размеры новых шлюзов позволяют принимать суда, которые имеют обычно следующие характеристики:
- водоизмещение — 120 000  DWT;
- длина  — 366 м (1201 фт);
- ширина  — 49 м (161 фт);
- высота — 57.91 м (190 фт);
- осадка — 15,2 м (50 фт);
- вместимость  — 13 000  TEU [4].

Суда, которые превышают размер «Новый Панамакс», как и было раньше, огибают Южную Америку.